# Autorité de protection des données
L'Autorité de protection des données est une institution gouvernementale belge qui veille à la protection de la vie privée dans le traitement des données personnelles. Depuis le 25 mai 2018, elle succède à la Commission consultative de protection de la vie privée (CPVP), plus connue sous le nom de Commission vie privée ,.

## Histoire
L'Autorité de protection des données a été instituée en application de la loi du 3 décembre 2017 instituant  l'application du Règlement général européen sur la protection des données (RGPD), qui prescrit la mise en place d'une telle autorité. La loi du 3 décembre 2017 abroge les dispositions des chapitres VII et VIIbis de la loi du 8 décembre 1992 qui réglementait la création et le fonctionnement de l'ancienne Commission.
En 2021, la codirectrice du Centre de connaissance de l’autorité de protection des données Alexandra Jaspar démissionne. Dans une vidéo relayée par la chaîne LN24, celle-ci dénonce le manque d'indépendance de l'APD, jugeant que : « Ce qu'on vous demande de faire en y siégeant, c'est de vous taire, c'est de laisser passer, de fermer les yeux, de cautionner[...] Et surtout de ne pas faire le travail d'une autorité de protection des données ».
En février 2022, c'est au tour de Frank Robben de démissionner. Celui-ci était d'ailleurs au centre d'une procédure de la Commission européenne traitant du manque d'indépendance de l'APD. La Commission Justice du Parlement engage par la suite une procédure de révocation de mandats à l'encontre de deux codirecteurs de l'APD dont la deuxième lanceuse d'alerte Charlotte Dereppe. 

## Structure
L'Autorité de protection des données est composée de six organes (art. 7 loi 2018) :
- un comité de gestion, composé des chefs des cinq départements mentionnés ci-dessous ;
- un secrétariat général qui soutient le fonctionnement et s'occupe de la communication ;
- un service de première ligne qui reçoit les plaintes, assure la médiation et fournit des informations ;
- un centre de connaissances qui conseille les autorités compétentes ;
- un service d'inspection, l'organisme d'enquête ;
- une chambre contentieuse, l'organe administratif du contentieux.

Il existe également un conseil de réflexion externe indépendant qui conseille l'institution (art. 8 loi 2018). Ses membres sont nommés par la Chambre des représentants.
L'Autorité de protection des données est une institution bilingue. Le nom néerlandais est Gegevensbeschermingsautoriteit. Le comité exécutif est composé d'un nombre égal de membres néerlandophones et francophones (art. 40 Loi 2018). Les chefs de service sont nommés à temps plein et ne peuvent exercer des activités qui pourraient nuire à leur indépendance. Après leur mandat, ils ne peuvent occuper pendant deux ans aucun poste qui leur procurerait des avantages de l'exercice de leur mandat (politique du pantouflage) (art. 44 Loi 2018).

## Flandre
Pour le contrôle de l'échange de données à caractère personnel, du trafic électronique de données administratives, par l'administration flamande (nl), une Commission flamande de surveillance a été instituée par l'arrêté du 18 juillet 2008. Le décret a ensuite été modifié et complété par la création d'un intégrateur de services et la fonction de consultant en sécurité; cependant, cette Commission ne relève pas du Parlement flamand, mais de l'Administration flamande .